# Guanidinhydrochlorid
Guanidinhydrochlorid, genauer Guanidiniumchlorid, ist das Chlorid-Salz des Guanidinium-Kations.

## Darstellung
Guanidinhydrochlorid wird bei der Umsetzung von Cyanamid mit Ammoniumchlorid in alkoholischer Lösung bei 100 °C gebildet. Die Reaktionsgleichung ist wie folgt:
{\displaystyle \mathrm {H_{2}N{-}C{\equiv N}+\ NH_{4}Cl{\xrightarrow {\ }}} } {\displaystyle \mathrm {\ (H_{2}N)_{2}C{=}NH\cdot HCl\ \rightleftharpoons \ (H_{2}N)_{3}C^{+}\ +\ Cl^{-}} }

## Eigenschaften
Guanidinhydrochlorid ist ein weißer, kristalliner Feststoff, der bei 188 °C schmilzt. Mittels thermoanalytischer Messungen wird oberhalb von 200 °C eine thermische Zersetzung beobachtet.

## Verwendung
Es wird als chaotropes Renaturierungs- oder Denaturierungsmittel für Proteine in der Biochemie benutzt. Weiterhin wird es als Zusatz für Flussmittel zum Löten eingesetzt.